# Secrétaire d'État (État américain)
Pour l’article homonyme, voir Secrétaire d'État.
Ne doit pas être confondu avec Secrétaire d'État des États-Unis.
Secrétaire d'État (en anglais Secretary of State) est une fonction gouvernementale dans 47 des 50 États des États-Unis, ainsi qu'à Porto Rico et dans certains territoires américains d'outre-mer. Dans les États du Massachusetts, de Pennsylvanie et de Virginie, cette fonction est appelée secrétaire du Commonwealth (reprenant la dénomination officielle de commonwealth de ces États). Dans les États d'Alaska, de Hawaï et de l'Utah, il n'y a pas de secrétaire d'État, les fonctions normalement dévolues aux secrétaires d'État y sont en général exercées par le lieutenant-gouverneur de l'État.
Sans rapport avec la fonction homonyme dans le gouvernement fédéral (chargé des affaires étrangères), la fonction et le mode de désignation de secrétaire d'État varie beaucoup d'un État à l'autre mais il est souvent responsable, pour l'État, du processus électoral, de l'administration commerciale et de la conservation des documents officiels. Dans la plupart des États, le secrétaire d'État apparaît en second juste après le lieutenant-gouverneur dans l'ordre de succession au poste de gouverneur en cas de démission, décès ou empêchement de celui-ci. Dans les quelques États n'ayant pas de lieutenant-gouverneur, le secrétaire d'État est quelquefois, comme dans l'Arizona, premier dans l'ordre de succession.

## Mode d'élection ou de désignation
Actuellement dans 35 États, dont ceux de la Californie, de l'Illinois et du Mississippi, le secrétaire d'État est élu lors d'une élection générale, habituellement pour un mandat de 4 ans. Dans d'autres États, le secrétaire d'État est nommé par le gouverneur comme en Floride, Oklahoma ou Texas. Dans trois États, le secrétaire d'État est élu par la législature de l'État : le sénat et l'assemblée des représentants du Tennessee se réunissent dans une convention pour élire leur secrétaire d'État pour un mandat de quatre ans, les législatures du Maine et du New Hampshire font de même mais pour un mandat de deux ans. Le record de longévité au poste de secrétaire d'État est détenu par Thad A. Eure, qui servit comme secrétaire d'État de Caroline du Nord, pendant plus de 50 ans, de 1936 jusqu'à 1989.
L'Association nationale des secrétaires d'État regroupe la plupart des secrétaires d'État américains.

## Fonction
La fonction de secrétaire d'État varie beaucoup d'un État à l'autre. Dans la plupart, la création du poste et ses responsabilités ont été définies lors de l'établissement de la constitution de l'État mais dans de nombreux cas, des responsabilités ont été ajoutées par statuts ou ordres exécutifs.

### Fonctions dans la plupart des États
La fonction la plus courante, et sans doute la plus importante, des secrétaires d'État américains est d'être le responsable des élections se tenant dans l'État (même si beaucoup d'États ont aussi des superviseurs d'élections, qui sont des officiels élus par les comtés). Dans 38 États, les responsabilités ultimes pour la conduite des élections, le respect des règles de candidature et de financement des campagnes électorales ainsi que la fixation des procédures de l'Election Day échoient au secrétaire d'État.
Cette fonction a connu notoriété et importance lors de l'élection présidentielle américaine de 2000 et le recompte des voix de Floride, où la secrétaire d'État, alors Katherine Harris, était chargée de tout le processus électoral de l'État.
Dans une grande majorité des États américains, le secrétaire d'État est aussi responsable de l'administration de l'Uniform Commercial Code, une loi qui a pour but d'uniformiser les pratiques et contrats commerciaux à travers les États-Unis. Dans la plupart des États, le secrétaire d'État est aussi responsable des contrats d'affaires (incluant habituellement les partenariats et les entreprises) qui se font avec l'État. Il est aussi responsable de l'enregistrement de toutes les activités commerciales se déroulant dans l'État. Et dans certains États, il a également un vrai rôle d'autorité de régulation sur les activités économiques.
Le secrétaire d'État est également chargé de l'enregistrement et de la conservation des documents officiels de l'État. Cela comprend dans une majorité d'États, d'être le dépositaire de la Constitution de l'État (et dans le Delaware, de la copie de l'État de l'United States Bill of Rights, la Déclaration des Droits), les copies formelles des lois votées par la législature, des ordres exécutifs émis par le gouverneur et les règlementations et interprétations des statuts faites par les différentes agences de l'État. Dans au moins une demi-douzaine d'États, cette autorité de conservation recouvre aussi les actes civils tels que les mariages, les certificats de naissance, etc. Plusieurs États demandent également au secrétaire d'État de gérer les transactions foncières et les titres de propriété. Et dans au moins 35 États, le secrétaire d'État est aussi responsable de l'administration du notariat public.
Dans presque tous les États (dans la plupart par leur Constitution), le secrétaire d'État est le « gardien du grand sceau » de l'État. Cela implique que le secrétaire d'État décide sur quels documents le sceau sera apposé, actes législatifs, contrats d'État et autres.
Les États américains ayant un programme d'adresse confidentielle (en général pour protéger des victimes de violence, harcèlement ou représailles) placent souvent la gestion de ce programme sous l'autorité du secrétaire d'État.

### Charges moins communes
Environ une douzaine d'États donne au secrétaire d'État la charge des licences professionnelles telles que, par exemple, les médecins, les plombiers ou les esthéticiennes et dans au moins deux États, l'autorisation aux ministres du culte de célébrer des mariages. Au Nevada, en Pennsylvanie et en Virginie-Occidentale, le secrétaire d'État doit s'assurer du passé de quiconque souhaite devenir agent sportif pour un athlète professionnel.
Dans plusieurs États dont l'Indiana, le Mississippi, le Massachusetts et le Wyoming, le secrétaire d'État est responsable pour la supervision des entreprises de sécurité.
Dans l'Illinois, le Maine et le Michigan, il est chargé de la délivrance des permis de conduire.
Dans plusieurs États, il est chargé de contrôler l'activité des lobbyistes. Bien que cela puisse apparaître comme une extension naturelle de leur rôle d'officier en chef des élections, le secrétaire d'État du Commonwealth de Virginie, qui lui n'est pas chargé des élections dans son État, est cependant responsable de la réglementation du lobbying.
Dans cinq États, le secrétaire d'État est responsable des musées officiels de l'État. Dans certains de ces États et même dans d'autres sans musées officiels, le secrétaire d'État est le responsable officiel pour la conservation des documents historiques de l'État.
Quelques États chargent le secrétaire d'État des propriétés publiques. La plupart du temps, cela correspond aux bâtiments publics (généralement le capitole de l'État), mais au Mississippi cela comprend aussi certains terrains qui sont définis par la loi comme revenant à l'État, comme certains tidelands (terrains découverts à marée basse) qui dépendent de l'État et non du niveau fédéral.
Plusieurs États lui donnent un statut dans le domaine de la grâce et de la commutation des peines. La plupart du temps, il ne s'agit que d'apposer le sceau de l'État après la proclamation du gouverneur, mais au Delaware et au Nebraska, le secrétaire d'État siège à la commission des grâces avec le gouverneur, et le secrétaire d'État y a une autorité égale à celle de ce dernier.
Depuis le début des années 1980, plusieurs États ont accru leurs efforts pour développer des relations commerciales avec des pays étrangers. Dans plusieurs de ces États, c'est le secrétaire d'État qui est chargé de ce domaine. Cependant, il ne doit pas y avoir de confusion avec le rôle du secrétaire d'État des États-Unis, la constitution américaine interdisant aux États d'avoir des relations diplomatiques : ces relations doivent donc rester purement commerciales.
Dans le Maine et en Californie, en cas d'égalité de voix à une élection, c'est le secrétaire d'État qui procède au tirage au sort qui détermine le vainqueur. En Californie, ce rôle ne concerne pas les primaires ni les élections du gouverneur ou du lieutenant-gouverneur. Dans le Maine, ce rôle ne s'applique qu'aux primaires.

### Responsabilités uniques
Plusieurs États ont donné à leur secrétaire d'État au moins une responsabilité partagée par aucun autre secrétaire d'État d'un autre État américain :
- Au Delaware, il est l'officiel responsable de la Commission du Delaware pour les Anciens combattants (Delaware Commission of Veterans Affairs)[13].
- En Indiana, il est chargé de la réglementation du commerce automobile[14].
- Au New Jersey, il est  chargé des problèmes de diversité ethnique mais également de promouvoir le volontariat et la lutte contre l'illettrisme[15].
- Dans l'État de New York, il est chargé de superviser les milliers de cimetières de l'État[16]. Il est aussi chargé des questions côtières résultant de l'application de la loi fédérale sur la gestion de la zone côtière (Coastal Zone Management Act).
- Dans le Dakota du Nord, dans l'éventualité d'une égalité parfaite lors d'une élection pour la législature de l'État, c'est le secrétaire d'État qui « lance la pièce » pour désigner un vainqueur[17].
- En Caroline du Sud, il est chargé des concessions pour la télévision câblée[18].
- Dans le Dakota du Sud, il est l'autorité de délivrance des ports d'une arme cachée[19].
- À Porto Rico, par statut, il préside le Conseil du soutien aux Jeux 2010, qui coordonne l'aide du secteur public aux Jeux d'Amérique centrale et des Caraïbes qui doivent avoir lieu à Mayagüez à Porto Rico en 2010, même si au sein du Cabinet gouvernemental, il y a un secrétaire chargé des sports et des loisirs.

## Source
- (en) Cet article est partiellement ou en totalité issu de l’article de Wikipédia en anglais intitulé « Secretary of state (U.S. state government) » (voir la liste des auteurs).